# 2022年のカナダ
2022年のカナダでは、2022年のカナダに関する出来事について記述する。

## 国王等
- 国王（イギリス国王が兼位。）
  - 第6代: エリザベス2世 （1952年2月6日 - 2022年9月8日）
  - 第7代: チャールズ3世 （2022年9月8日 - ）
- 総督
  - 第30代: メアリー・サイモン （2021年7月26日 - ）
- 首相
  - 第29代: ジャスティン・トルドー （カナダ自由党、2015年11月4日 - ）

## できごと

### 通年
- カナダにおける2019年コロナウイルス感染症の流行状況（英語版）
- 移民と非永住者の急増により、2022年の人口増加幅が過去最大の105万人余りで、人口は3956万人余りとなった[1]。

### 1月
- 1月13日 - オンタリオ州オタワ郊外の工業地帯で爆発が発生し、6人が死亡[2]。
- 1月22日 - COVID-19ワクチン接種の義務化に反対するトラック運転手による抗議活動が開始[3]。

### 2月
- 2月4日 - 2022年北京オリンピックの開会式でカナダ選手団が入場
- 2月6日 - カナダ女王のエリザベス2世が就任70周年（プラチナ・ジュビリー）
- 2月16日 - ニューファンドランド・ラブラドール州・ニューファンドランド島沖でスペインのトロール船が沈没し、少なくとも7人が死亡、14人が行方不明[4]。
- 2月14日 - フリーダム・コンボイを取り締まる目的で緊急事態法（英語版）を1998年の制定以来初めて発動[5]。

### 3月
- 3月12日 - MLB・トロント・ブルージェイズと、シアトル・マリナーズからFAの菊池雄星が3年3600万ドルの契約に合意[6]。
- 3月13日 - 2022年のNHLヘリテイジ・クラシック（英語版）がオンタリオ州ハミルトンのティム・ホートンズ・フィールド（英語版）で開催され、トロント・メープルリーフスがバッファロー・セイバーズに2-5で敗れた[7]。
- 3月27日 - 2022年世界女子カーリング選手権大会がブリティッシュコロンビア州プリンス・ジョージで開催され、カナダ代表は3位だった。
- 3月27日 - サッカーカナダ代表が2022 FIFAワールドカップ・北中米カリブ海3次予選で1位となり、6大会ぶりにFIFAワールドカップに出場することが決定[8]。

### 4月
- 4月20日 - 同年1月15日からCOVID-19ワクチンを未接種の人がカナダへ入国できなくなり、この日のNBAプレーオフではフィラデルフィア・セブンティシクサーズのマティス・サイブルは出場できなかった[9]。
- 4月28日 - NBAプレーオフ1回戦でトロント・ラプターズがフィラデルフィア・セブンティシクサーズに2勝4敗となり、シーズンを終えた[10]。

### 5月
- 5月14日 - 2022年のスタンレーカッププレーオフ（英語版）1回戦でトロント・メープルリーフスがタンパベイ・ライトニングに敗れたため、54シーズン連続で優勝なしとなり、ニューヨーク・レンジャーズの53シーズン連続の歴代最長記録を更新[11]。
- 5月15日 - 2022年のジュノー賞（英語版）でシャーロット・カルダン（英語版）がジュノー賞アーティスト賞（英語版）などを受賞。
- 5月19日 - 国内で初めてサル痘が確認された。
- 5月21日 - オンタリオ州サーニアでデレチョ（英語版）が発生し、広範囲で停電となり、10人が死亡[12]。

### 6月
- 6月13日 - トルドー首相が同年1月以来自身2度目の新型コロナウイルス陽性反応で、いずれも無症状だった[13]。
- 6月14日 - ネアズ海峡にある無人島のハンス島の領有問題で、デンマークと東西に分割領有することで合意[14]。
- 6月16日 - 2026 FIFAワールドカップの開催都市が発表され、カナダからはバンクーバー（BCプレイス）、トロント（BMOフィールド）となった[15]。
- 6月19日 - 2022年カナダグランプリ
- 6月23日 - 2022年のNBAドラフトでカナダ人のベネディクト・マサリン（8位）、シェイドン・シャープ（9位）、アンドリュー・ネムハード（31位）、ケイレブ・ヒュースタン（32位）の4人が指名され、いずれも開幕戦または2試合目で初出場。
- 6月28日 - ブリティッシュコロンビア州サーニッチ（英語版）のモントリオール銀行で強盗事件が発生、警察官が犯人の2人を銃殺、警察官も6人が負傷[16]。

### 7月
- 7月8日 - ロジャーズ・コミュニケーションズで大規模な通信障害が発生[17]。
- 7月24日 - ゴルフ・メジャー選手権の2022年のエビアン選手権（英語版）でブルック・ヘンダーソン（英語版）が優勝[18]。
- 7月25日 - ブリティッシュコロンビア州ラングリーで銃乱射事件が発生し、容疑者を含む3人が死亡[19]。

### 9月
- 9月4日 - サスカチュワン州で住民が刃物で刺され、少なくとも10人が死亡、15人が負傷[20]。
- 9月8日～18日 - 第47回トロント国際映画祭
- 9月10日 - 最大野党のカナダ保守党の党首選挙でピエール・ポワリエーヴルが当選[21]。

### 10月
- 10月2日 - 2022年のカナダオープン (バドミントン)（英語版）でミシェル・リー（英語版）が女子シングルスで優勝[22]。
- 10月8日 - 2022年のアメリカンリーグワイルドカードシリーズ（英語版）でトロント・ブルージェイズがシアトル・マリナーズに0勝2敗でシーズンを終えた[23]。
- 10月28日～30日 - 2022/2023 ISUグランプリシリーズ・2022年スケートカナダでアイスダンスのパイパー・ギレス、ポール・ポワリエ組が優勝

### 11月
- 11月27日 - サッカーカナダ代表が36年ぶり2度目のFIFAワールドカップに出場し、第2節のクロアチア代表戦でアルフォンソ・デイヴィスがカナダ史上初の得点を記録[24]。

### 12月
- 12月1日 - 2022 FIFAワールドカップのグループFで、カナダ代表が0勝3敗でグループリーグで敗退[25]。
- 12月18日 - オンタリオ州ヴォーンで銃乱射事件が発生し、容疑者を含めて6人が死亡[26]。
- 12月18日 - ホテルで59歳の男性が10代の少女8人から襲われて殺害される事件が発生[27]。
- 12月20日 - 国内で使い捨てプラスチックの製造および輸入がこの日から禁止[28]。

## 死去
- 1月21日 - クラーク・ジャイルズ（英語版）：アイスホッケー選手、NHL通算958試合・319ゴール・378アシスト、ホッケーの殿堂（* 1954年）
- 2月12日 - アイヴァン・ライトマン：チェコ出身でカナダ国籍の映画監督（* 1946年）
- 3月16日 - ピート・ウォード（英語版）：野球選手、MLB通算973試合出場、カナダ野球殿堂（* 1937年）
- 3月21日 - ローレンス・デーン（英語版）：俳優、映画監督（* 1937年）
- 4月5日 - ビオニ・ツゥリグベイソン（英語版）：アイスランド出身でカナダ国籍の宇宙飛行士（* 1945年）
- 4月5日 - シドニー・アルトマン：分子生物学者、1989年にノーベル化学賞を受賞（* 1939年）
- 4月15日 - マイク・ボッシー（英語版）：アイスホッケー選手、NHL通算752試合・573ゴール・553アシスト、ホッケーの殿堂（* 1957年）
- 4月22日 - ギイ・ラフレール：アイスホッケー選手、NHL通算1126試合・560ゴール・793アシスト、ホッケーの殿堂（* 1951年）
- 5月5日 - ケネス・ウェルシュ：俳優（* 1930年）
- 5月26日 - アン・ジョンストン：フィギュアスケート選手（* 1936年）
- 6月4日 - エリック・ネステレンコ（英語版）：アイスホッケー選手、NHL通算1219試合・250ゴール・324アシスト（* 1933年）
- 5月29日 - ロニー・ホーキンス：シンガーソングライター（* 1935年）
- 10月4日 - ピーター・ロビンスン：イギリス人の推理作家、カナダで活躍（* 1950年）
- 10月22日 - ロドニー・グラハム：音楽家（* 1949年）
- 12月29日 - イアン・タイソン（英語版）：シンガーソングライター（* 1933年）